# Richlandtown
Richlandtown är en kommun (borough) i Bucks County i Pennsylvania. Vid 2010 års folkräkning hade Richlandtown 1 327 invånare.